# Music Inspired by Watership Down
Music Inspired by Watership Down è un album in studio di musica strumentale del musicista svedese Bo Hansson, pubblicato nel 1977.

## Il disco
Come si evince dal titolo, il disco è ispirato al romanzo fantasy La collina dei conigli (Watership Down) di Richard Adams.

## Tracce
Side 1
1. Born in the Gentle South – 16:35
2. Allegro for a Rescue – 1:23

Side 2
1. Legend and Light – 3:39
2. Trial and Adversity – 4:10
3. The Twice – Victory – 8:14
4. The Kingdom Brightly Smiles – 1:24